# Југоалат
Југоалат била је новосадска фабрика резног и специјалног алата, прибора за машине, резервних делова и индустријских услуга. Постојала је од 1935. до 2017. године. Била је једна од водећих фабрика из области машинске индустрије у Југоисточној Европи. Свој пословни врхунац постиже у време СФР Југославије.
Југоалат је производио прецизне алате и приборе за алатне машине са високо обученим радницима и савременим средствима за производњу био је уврштен у ред реномираних и специјализованих произвођача. Производња је обухватала глодала, развртаче, упуштаче и стругарске ножеве од брзорезног челика, провлакаче, профилна глодала и алате за озубљење. Као и главе за глодање, спиралне бургије, прошириваче, развратаче и стругарске ножеве са плочама од тврдог метала.
Услуге које је Југоалат пружао биле су:
- ЈАЛ-ТИН превлаке
- Мерење, баждарење мерних инструмената
- Одржавање и ремонт машина
- Kонсалтинг и инжењеринг
- Термичка обрада
- Kонтрола квалитета челика, ултразвук
- Регенерација и поправка алата
- Одсецање
- Металографска испитивања и контрола челика после термичке обраде
- Израда резервних делова за машине
- Изнајмљивање канцеларијског и магацинског простора